# Cignature
Cignature (em coreano: 시그니처; comumente estilizado em letras minúsculas) é um girl group sul-coreano formado pela C9 Entertainment e gerenciado sob seu sub-selo J9 Entertainment, que foi criado para gerenciar especificamente grupos femininos. O grupo fez sua estreia em 4 de fevereiro de 2020 com seu single de estreia "Nun Nu Nan Na". O grupo era originalmente composto por Ye Ah e Sunn, que deixaram o grupo em 27 de abril de 2021. Em 14 de junho, Chloe e Do Hee foram adicionadas ao grupo.

## História

### 2019: Pré-estreia
Chaesol, Jeewon (anteriormente conhecida como Jiwon), Ye Ah (anteriormente conhecida como Haeun), Sunn (anteriormente conhecida como Viva) e Belle (anteriormente conhecida como Lucky) eram membros do Good Day, que estreou em 30 de agosto de 2017.  Chaesol, Jeewon, Sunn e Belle participaram do reality show The Unit da KBS2.
Em 11 de novembro de 2019, a C9 Entertainment confirmou o lançamento do futuro grupo feminino temporariamente chamado C9 Girlz, com Jeewon sendo nomeada a primeira membro do futuro grupo feminino.  Posteriormente, de 12 a 17 de novembro, as demais membros foram apresentadas na ordem: Semi, Chaesol, Sunn, Belle, Ye Ah, Seline. 

### 2020: "Nun Nu Nan Na", "Assa", primeiro EPListen and Speak
Em 14 de janeiro de 2020, o nome do grupo foi revelado como Cignature.
Em 4 de fevereiro, o grupo lançou seu primeiro single principal A "Nun Nu Nan Na", enquanto o videoclipe completo da música foi lançado um dia antes, em 3 de fevereiro.
Em 7 de abril, o grupo lançou seu primeiro single principal B "Assa".  O videoclipe completo da música foi lançado um dia antes, em 6 de abril.
O primeiro EP do grupo, "Listen and Speak",  foi lançado em 22 de setembro de 2020,  com "Arisong" como single principal.  O EP também apresenta os singles de estreia anteriores.  A promoção do EP apresentou um conceito de colegial, e a plataforma de fandom "Whosfan" também realizou um evento de promoção para o grupo. 
O EP tem recebido críticas positivas, com as críticas de vários repórteres chamando-o de refrescante,  jovem  e com um método de expressão único.  Em 23 de setembro de 2020, a demanda pelo EP excedeu a previsão de demanda calculada pela J9 Entertainment, e o primeiro lote esgotou.  O videoclipe de "Arisong" alcançou 3 milhões de visualizações em dois dias de seu lançamento.  A música também foi avaliada por Ryu Se-ra em seu canal, que a chamou de "adorável e fofa".  "Listen and Speak" alcançou o nº. 21 no Gaon Album Chart.

## Membros
- Chaesol (채솔)
- Jeewon (지원)
- Seline (셀린)
- Chloe (클로이)
- Belle (벨)
- Semi (세미)
- Do Hee (도희)

### Ex-integrantes
- Ye Ah (예아)
- Sunn (선)

## Discografia

### Extended plays
| Título            | Detalhes do álbum | Melhores posições nas paradas | Vendas       |
| Título            | Detalhes do álbum | KOR                           | Vendas       |
| ----------------- | --- | ----------------------------- | ------------ |
| Listen and Speak  | - Lançado: 22 de setembro de 2020 - Gravadora: J9 Entertainment, Genie Music, Stone Music Entertainment - Formatos: CD, download digital | 21                            | - KOR: 6,761 |
| Dear Diary Moment | - Lançamento: 30 de novembro de 2021 - Gravadora: J9 Entertainment, Genie, Stone Music - Formatos: CD, download digital                  | 22                            | KOR: 4,199   |
| My Little Aurora  | - Lançamento: 17 de janeiro de 2023 - Gravadora: J9 Entertainment, Genie, Stone Music - Formatos: CD, download digital                   | 18                            | KOR: 8,872   |

### Singles
| Título                     | Ano  | Melhores posições nas paradas | Álbum             |
| Título                     | Ano  | KOR                           | Álbum             |
| -------------------------- | ---- | ----------------------------- | ----------------- |
| "Nun Nu Nan Na" (눈누난나) | 2020 | —                             | Listen and Speak  |
| "Assa" (아싸)              | 2020 | —                             | Listen and Speak  |
| "Arisong" (아리송)         | 2020 | —                             | Listen and Speak  |
| "Boyfriend"                | 2021 | —                             | Dear Diary Moment |
| "Aurora" (오로라)          | 2023 | —                             | My Little Aurora  |

## Prêmios e indicações
| Ano  | Show de prêmios          | Categoria                          | Destinatário(s) | Resultado | Ref. |
| ---- | ------------------------ | ---------------------------------- | --------------- | --------- | ---- |
| 2020 | Korea First Brand Awards | New Female Artist Award            | Cignature       | Nomeada   |      |
| 2020 | Melon Music Awards       | New Artist of the Year - Female    | Cignature       | Nomeada   |      |
| 2020 | Mnet Asian Music Awards  | Best New Female Artist             | Cignature       | Nomeada   |      |
| 2020 | Mnet Asian Music Awards  | Artist of the Year                 | Cignature       | Nomeada   |      |
| 2020 | Mnet Asian Music Awards  | Worldwide Icon of the Year         | Cignature       | Nomeada   |      |
| 2021 | Asia Artist Awards       | Female Idol Group Popularity Award | Cignature       | Nomeada   |      |
| 2023 | Hanteo Music Awards      | Blooming Star Award                | Cignature       | Ganho     |      |